# 1941年大西洋飓风季
1941年大西洋飓风季从1941年6月16日正式开始，11月1日结束，是这年大部分热带气旋易于在大西洋盆地形成的时间段。这段时期相对来说不算活跃，一共只有六个已知的风暴。在形成的六个气旋中，有四个达到飓风级别，三个成为大型飓风。本次飓风季开始的时间与大多数年份相比晚得有些异常，第一个系统直到9月11日才形成，已经是飓风季正式开始近三个月后。这次飓风季持续的时间也很短，全部六场飓风的发展和消散过程都很快。其中9月23日大西洋盆地同时有三场飓风同时存在。
本次飓风季共计造成63人死亡，经济损失超过1000万美元（1941年美元，相当于2.07億2025年美元）。其中第一和最后一个风暴基本上微不足道，但第二、四和第五个风暴都产生了很大的影响。有两场飓风袭击了美国本土，首先是一股在9月下旬袭击德克萨斯州和路易斯安那州的大型飓风，打乱了路易斯安那演习；另一场是先后两次在佛罗里达州登陆的第五号飓风，其首次登陆时接近迈阿密，强度达到萨菲尔-辛普森飓风等级中的第二级，造成了大范围的破坏。此外还有一场大型风暴——第四号飓风——穿越加勒比海后以第四级飓风强度袭击了尼加拉瓜和洪都拉斯海岸，造成47人在海上丧生。

## 风暴

### 第一号热带风暴
1941年大西洋飓风季期间的首场风暴于9月11日在墨西哥湾北部形成。对于大西洋飓风季来说，这个开始日期晚得有些异常：从1887年到1941年间，这种一个自然年中在9月11日前没有风暴形成的情况只出现过三次（包括1941年的这一次）。接下来的几天时间里，风暴总体缓慢向西行进，并在这一过程中达到每小时75公里的最高风速，成为一个中等强度的热带风暴。然后系统开始减弱，并以热带低气压强度在加尔维斯敦和阿瑟港之间的德克萨斯州北部海岸登陆，造成了轻微的损失。协调世界时9月16日早上6点左右，风暴减弱为低气压并在几个小时后消散。

### 第二号飓风
本季的第一个风暴消散几天后，一股热带低气压于9月17日在尤卡坦半岛以北约190公里的墨西哥湾中部形成。形成后系统开始总体朝北移动，到了9月18日清晨，系统在路易斯安那州新奥尔良东南偏南方向超过480公里外发展成热带风暴。之后的三天时间里，风暴朝东南偏南作顺时针方向移动，之后再转朝西面前进。9月21日系统增强为一级飓风后，风暴可能开始以一个更偏西北方向的路径朝德克萨斯湾沿岸逼近，于9月23日下午达到每小时201公里的最高风速。约4小时后（协调世界时9月23日22点左右），风暴在马塔哥达县县城贝城东部登陆。估计其中心最低气压低至942毫巴（百帕，27.8英寸汞柱）。系统接下来蜿蜒朝东北方向前进，与休斯顿东部擦身而过，然后继续加速朝内陆进发。风暴于9月25日转变为一股温带风暴，最后一次纪录是于协调世界时9月27日0点在魁北克东北上空，接近通戈山国家公园。
许多地区都针对风暴发布了警告和预警，约25000人从自己家中撤离。官员采取了多项预防措施。沿海岸地区的阵风风速达到每小时160公里，并纪录到很高的风暴潮。飓风造成了严重的灾害，毁坏财产价值估计有200万美元（1941年美元，相当于4143萬2025年美元），此外农作物还受到了约500万美元（1941年美元，相当于1.04億2025年美元）的损失，其中以水稻和棉花为主。风暴共计造成四人死亡。飓风还影响了路易斯安那州的南部地区，这里一星期后将举行路易斯安那演习。暴雨引发了洪水和河水泛滥，导致军队车辆陷在泥中。恶劣的天气还迫使数百架军用飞机飞向内陆暂时躲避。

### 第三号飓风
9月18日清晨，佛罗里达州的整个大西洋沿岸地区都报告出现狂风，有迹象表明离岸240公里的海面上有一个环流中心存在，并且估计在这一时期里有一个热带风暴形成。气旋开始逐渐加强，同时先短暂朝东北方向移动，然后突然向东转向。系统于9月19日达到一级飓风强度，并在次日完成一次顺时针循环。接下来风暴朝西北方向的北卡罗莱纳州行进，但从9月22日晚些时候再度转向开始远离陆地，并在之后不久减弱为热带风暴。系统于9月25日在新斯科舍以南消散。这场风暴对陆地没有产生什么影响，但导致北大西洋的航运严重延迟。一艘正在从库拉索到纽约路途上的船只分两次遭遇了这场风暴，并且两次都记录到了蒲福风级为8级的大风。

### 第四号飓风
9月23日，巴巴多斯西北方向约121公里处观测到一小片干扰天气区域，估计之后不久这片干扰就发展成了热带风暴。风暴朝西穿过圣卢西亚以南附近海域并进入加勒比海。到了9月25日，风暴已经达到飓风强度并在总体继续向西移动的过程中不断增强，最终达到萨菲尔-辛普森飓风等级的四级强度。9月27日晚些时候，风暴到达洪都拉斯的格拉西亚斯-阿迪奥斯角，然后加速穿过该国的最北端，虽然这一期间有从山区地形上穿过，但风暴仍然保持着飓风强度。进入洪都拉斯湾后不久，风暴在伯利兹再次登岸，其时风速达到每小时137公里。风暴在朝内陆前进的过程中逐渐减弱，于9月29日弱化为热带风暴，进入坎佩切湾时已经减弱为热带低气压，于9月30日在海洋上空消散。
约有47人因这场飓风而在海上丧生。一艘名为（音译“埃塞尔·萨克尔”）的船只在阿鲁巴以北约201公里处发出了“下沉”信号，之后船上的33人中有20人与船一起沉入海底。另外还有两艘船发出了求救信号，其中一艘翻船，船上人员无一幸免。陆地上也有大范围地区受到损害，有三人在格拉西亚斯角淹死，该海角也大部分被风暴摧毁。沿海城镇也出现了严重的洪水。内陆地区有一艘船遭遇了风暴的风眼，船上测得的气压低至957毫巴（百帕，28.3英寸汞柱），而海岸地区的实际气压值被认为还要低得多。伯利兹的森林遭受了严重的破坏，例如该国的梅林达（Melinda）地区有约10%的大型松树被狂风刮倒。

### 第五号飓风
第五号热带风暴最初是于10月3日在维尔京群岛以北被观测到的。10月4日，这股风暴总体向西行进，并于协调世界时次日12点增强到每小时190公里的最大风速，已经达到萨菲尔-辛普森飓风等级中的三级强度。风暴袭击了卡特岛，造成了严重的损失。不过这股快速移动的风速很快减弱，其行进轨道也更朝西北方向弯曲。到了协调世界时10月6日0点，风暴的风眼穿越了拿骚南部。十个小时后，风暴又袭击了佛罗里达礁岛群最北端的埃利奥特岛（Elliott Key），然后于一个小时内在霍姆斯特德附近的古尔兹（Goulds）实现第二次登陆，登陆时的风速达到每小时160公里，古尔兹上空有出现风眼的报告。穿越佛罗里达州南部以后，风暴减弱为一个强烈的热带风暴，但之后又在墨西哥湾转朝西北方向前进的过程中再度强化。到了协调世界时10月7日上午9点左右，风暴以每小时140公里的风速沿佛罗里达州西北狭长地带的卡拉贝尔附近登陆。之后风暴朝北面和东北方向转向经过乔治亚州和南卡罗莱纳州，于10月8日进入大西洋，并在几天后完全消散。
面对这次风暴来袭，人们采取了大量的防灾措施，居民钉死了家中和店铺的窗户，一些沿海地区建议人们疏散。巴哈马遭遇了时速达167公里的狂风，有三人在风暴中遇难。拿骚市受到的损失特别严重，群岛其它地区也受到了沉重打击，许多家宅被毁。佛罗里达州也遭受了较为严重的损失并有多人丧生。强风刮倒了树木和电线杆，由风带动的海水还导致戴德县的植被受损，不过风暴所带来的降雨却异常的小。风暴潮带来的洪水淹没了佛罗里达大沼泽地的街道，特别是大沼泽地市。随着风暴继续向北进发，塔拉赫西市出现了大面积停电，众多车辆被损。纵观全州，这场飓风共造成了67万5000美元（1941年美元，相当于1398萬2025年美元）的损失。风暴之后还在乔治亚州导致一人遇难。

### 第六号热带风暴
一股热带风暴于10月15日形成并穿越巴哈马南部地区，穿过佛罗里达海峡进入墨西哥湾东部后转向北面移动，于10月20日达到每小时85公里的最高风速。风暴朝东北方向蜿蜒前进并在锡达礁登陆，进入内陆后，风暴基本停止前进，于10月21日减弱为热带低气压，并在次日完全消散。
风暴在佛罗里达州上空的缓慢移动给该州带去了大范围的强降雨，局部降雨量达到250至380毫米，还有出现烈风的报告。部分受影响地区出现了洪涝灾害，热带风暴可能催生了一股龙卷风，导致一所房屋倒塌，屋内一名婴儿死亡，孩子的父母也受了伤。